# USS LST-713
O USS LST-713 foi um navio de guerra norte-americano da classe LST que operou durante a Segunda Guerra Mundial.